# Wedelia
Wedelia là một chi thực vật có hoa thuộc họ cúc, Asteraceae. Chúng là một trong số các chi có tên gọi tiếng Anh là "creeping-oxeye".

## Các loài tiêu biểu
- Wedelia acapulcensis Kunth – Acapulco Wedelia
- Wedelia asperrima (Decne.) Benth.
- Wedelia biflora (L.) DC. – hagonoi (tiếng Tagalog)
- Wedelia buphthalmiflora Lorentz
- Wedelia calycina Rich.
- Wedelia calendulacea Less.
- Wedelia chinensis (Osbeck) Merr.
- Wedelia fruticosa Jacq. – Coastal Plain Creeping-oxeye
- Wedelia hispida Kunth  (=W. texana (Gray) B.L.Turner) – Hairy Wedelia
- Wedelia lanceolata DC. – Riverbank Creeping-oxeye
- Wedelia oxylepis S.F.Blake (Ecuador)
- Wedelia parviflora L.C. Rich. – Smallflower Creeping-oxeye
- Wedelia prostrata
- Wedelia reticulata DC. – Manazanilla del Monte
- Wedelia spilanthoides F.Muell.[3][4]

### Các loài từng được xếp vào đây
- Melanthera biflora (L.) Wild (từng là W. biflora (L.) DC. hoặc W. canescens (Gaudich.) Merr.)
- Sphagneticola trilobata (L.) Pruski (từng là W. carnosa Rich. ex Spreng., W. paludosa DC., hoặc W. trilobata (L.) Hitchc.)[5]
- Pascalia glauca Ortega (từng là W. glauca (Ortega) O.Hoffm. ex Hicken)[4]

## Hình ảnh

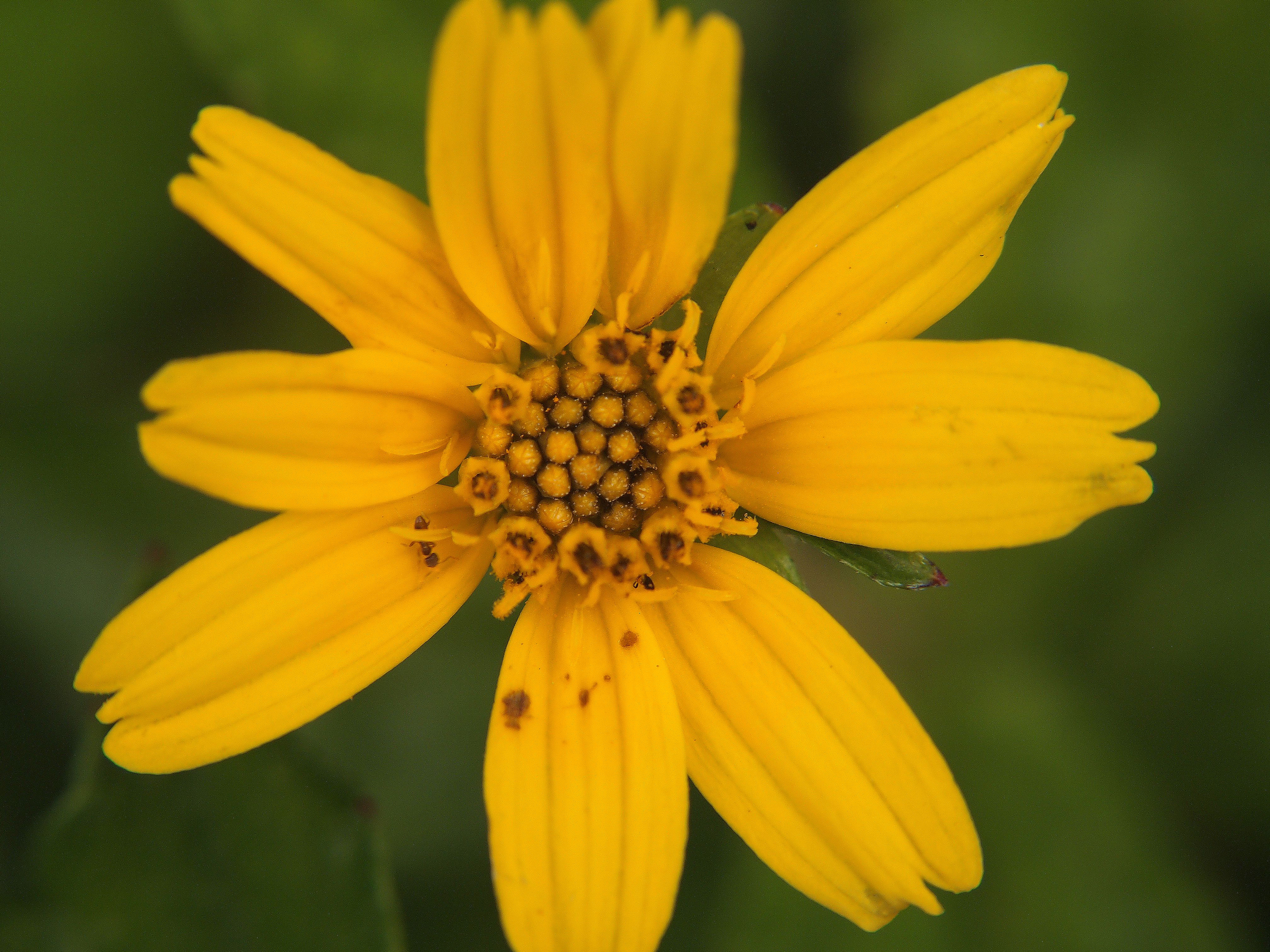
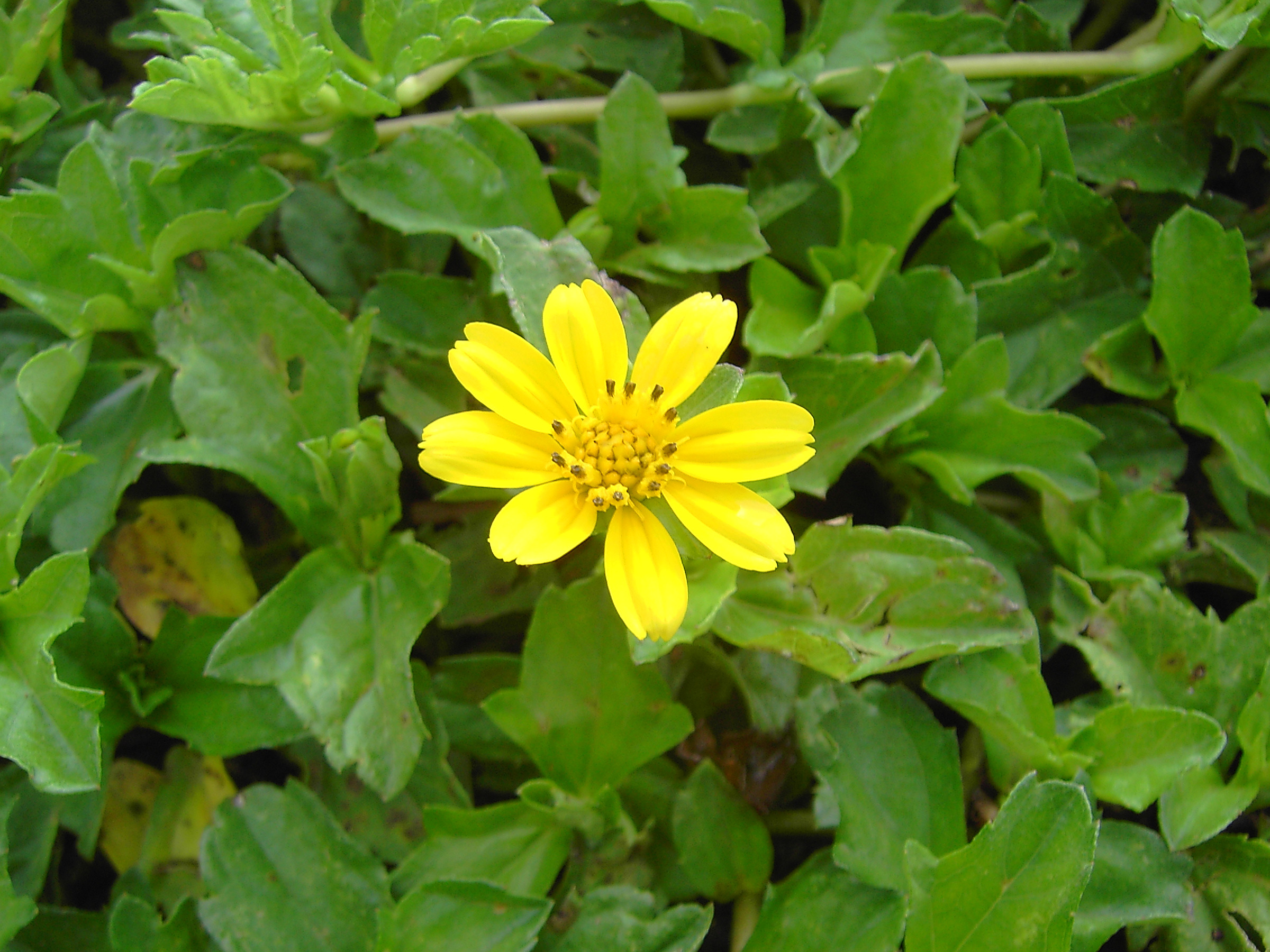